# コンピュータワールド
コンピュータワールド（英語: Computerworld、略称: CW）は、1967年に創刊され、2014年にデジタルに移行し現在も刊行している、情報技術（IT）とビジネス技術の専門家向けの専門誌である。出版ウェブサイトとデジタル雑誌として提供されている。
週刊雑誌として、コンピュータワールドは1970年代から1980年代初頭においてデータ処理業界を代表する業界誌であった。発行部数と収益で見ると、あらゆる業界で最も成功した業界誌の一つであった。1980年代後半には、その支配的地位を失い始めた。
世界各国で同一または類似の名称で発行されている。各国のコンピュータワールドの内容と運営は独自のものである。コンピュータワールドはInternational Data Groupの子会社であるFoundry（旧IDG Communications）が出版している。

## 歴史
1967年、パトリック・マクガバンが設立したボストンに本社を置くInternational Data Groupより創刊された。

### 国際化
IDGは、名称や発行頻度に細かな違いがあるものの、47か国で「Computerworld」ブランドを展開している。1983年にスウェーデン版を創刊した際には、すでに別の出版社によって「Computerworld」の名称が登録されていたため、Computer Swedenとして発刊した。ドイツ版の名称はComputerwoche（ドイツ語で「コンピュータ週」）である。
Computer Swedenはタブロイド判（41cm）の朝刊として51,000部（2007年）、推定読者数120,000人に配布されていた。1999年から2008年までは週3回刊だったが、2009年以降は火曜日と金曜日の週2回刊発行に変更された。
日本においてはIDGの業務はかつて株式会社コンピュータワールド・ジャパン（1982年）→株式会社アイ・ディ・ジー・インタラクティブ（1987年）→株式会社アイ・ディ・ジー・ジャパン（1999年）が請け負っており、会社設立時に「週刊COMPUTERWORLD」として創刊した。後に日刊の「COMPUTERWORLD TODAY」と名称・体系を変更し、FAXと1997年6月よりは電子メールでも配信していた。2004年に日本でも月刊の「Computerworld」を創刊し、2010年10月発行の12月号まで発行された。2013年6月に日経BPとの業務提携により「Computerworld」は「CIO Magazine」とともに日本においてITpro内のブランドになった。2023年5月に両サイトとも閉鎖された。

### デジタル化
2014年6月、Computerworld USは印刷版を廃止し、完全に電子書籍に移行した。同年7月に月刊誌Computerworld Digital Magazineを創刊した。創刊50周年となる2017年に本誌の歴史を振り返る記事を掲載した。
コンピュータワールドのウェブサイトは1996年に設置された。

## 現在
Computerworld USは情報技術（IT）およびビジネス技術業界向けに情報技術、新興技術、および技術トレンドの分析を扱っている。また、毎年"100 Best Places to Work in IT"、"IT Salary Survey"、"DATA+ Editors' Choice Awards"、調査レポート"Forecast"などの特別レポートを発行している。過去に米国への移民（H-1Bビザなど）がソフトウェアエンジニアに与える影響に関する記事も掲載していた。

### 人事
アメリカ合衆国におけるコンピュータワールドの編集長はKen Mingisが務める。編集部は少数の編集者、ライター、およびフリーランサーからなり、Windows、モバイル、Apple、エンタープライズを中心に企業ITに関する様々な事柄を扱っている。

## 関連文献
- “At the start: Pat McGovern and the birth of Computerworld”. Computerworld (IDG Communications, Inc.). (2017年).  オリジナルの2020年1月18日時点におけるアーカイブ。 2020年1月18日閲覧。